# 1936年ガルミッシュ・パルテンキルヘンオリンピックのオーストリア選手団
1936年ガルミッシュ・パルテンキルヘンオリンピックのオーストリア選手団（1936ねんガルミッシュ・パルテンキルヘンオリンピックのオーストリアせんしゅだん）は、1936年2月6日から2月16日までドイツのガルミッシュ＝パルテンキルヒェンで開催された1936年ガルミッシュ・パルテンキルヘンオリンピックのオーストリア選手団、およびその競技結果。

## 概要
今大会は金メダル1個、銀メダル1個、銅メダル2個の合計4個のメダルを獲得した。
フィギュアスケートでは、カール・シェーファーが1932年レークプラシッドオリンピックに続き金メダルを獲得し2連覇を達成した。
スピードスケート男子10000mでは、マックス･シュティープルがオーストリア選手として初めてのメダルとなる銅メダルを獲得した。

## メダル
| メダル | 選手名                                  | 競技               | 種目         |
| ------ | --------------------------------------- | ------------------ | ------------ |
| 金     | カール・シェーファー                    | フィギュアスケート | 男子シングル |
| 銀     | イルゼ・パウージン エーリヒ・パウージン | フィギュアスケート | ペア         |
| 銅     | フェリックス・カスパー                  | フィギュアスケート | 男子シングル |
| 銅     | マックス･シュティープル                 | スピードスケート   | 男子10000m   |